# Abbazia di Zwiefalten
L'abbazia di Zwiefalten (Kloster Zwiefalten, Abtei Zwiefalten o dopo il 1750 Reichsabtei Zwiefalten) fu un monastero benedettino situato a Zwiefalten presso Reutlingen nel Baden-Württemberg in Germania.

## Storia

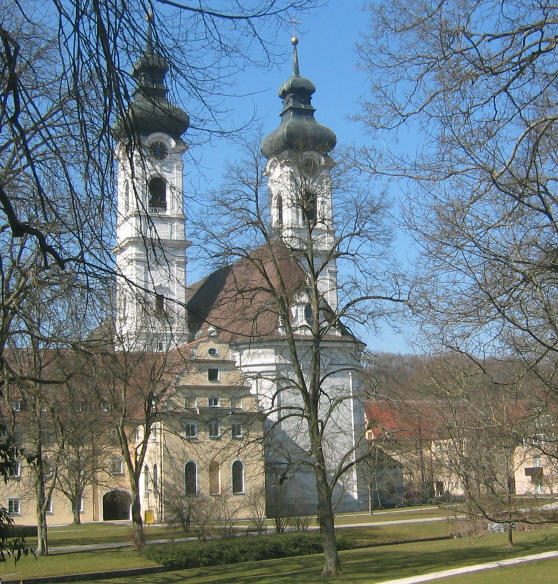
L'esterno della chiesa abbaziale.

Il monastero venne fondato nel 1089 al tempo della lotta per le investiture dai conti Gero e Kuno di Achalm, su invito del vescovo Adalberone di Würzburg e dell'abate Guglielmo di Hirsau. I primi monaci provenivano infatti dall'abbazia di Hirsau e vennero fortemente influenzati dalle riforme cluniacensi.
Già Papa Urbano VI garantì speciali privilegi a questa abbazia facendone un monastero privato per la famiglia dei conti di Achalm, che vennero succeduti alla reggenza dai conti di Württemberg.
L'abbazia subì danni e saccheggi durante la guerra dei contadini del 1525, ma ripresasi economicamente nel 1750 le venne garantito lo status di Abbazia Imperiale.
Il 25 novembre 1802, ad ogni modo, venne compresa nella mediatizzazione della Germania e divenne un ospedale psichiatrico, istituzione che tutt'oggi è presente nel retaggio di un museo sulla storia della psichiatria.
L'attuale struttura risale ai rifacimenti di epoca barocca databili al 1739–47 e vennero eseguiti sotto direzione di Johann Michael Fischer (1692–1766) di Monaco di Baviera, che fu supervisore dei lavori nel 1741.

## La chiesa abbaziale

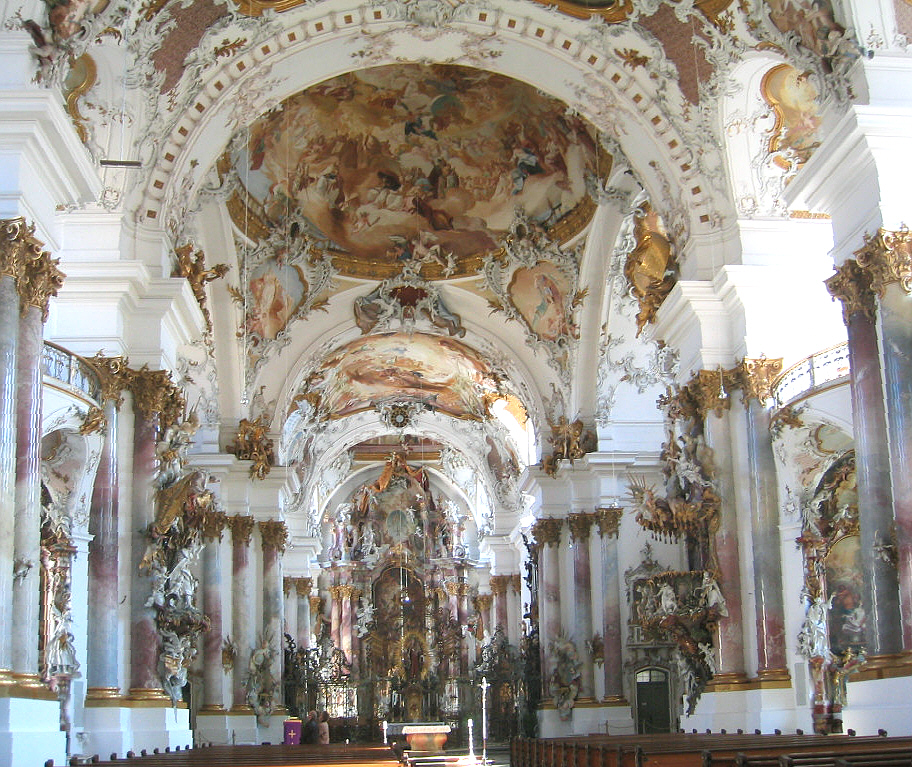
L'interno rococò.

Anche la chiesa come il complesso venne rifatta ad opera di Johann Michael Fischer. La facciata si presenta alta e convessa, strutturata su possenti colonne corinzie e gioco di timpani.
L'interno, considerato un vero e proprio capolavoro del rococò, fu un modello per tutta la Germania. Si presenta a unica grande navata scandita da colonne binate che inquadrano le cappelle laterali sormontate da matronei con balaustre dorate. Domina in fondo l'altare maggiore, che combina statue gotiche datate al 1430 con aggiunte barocche del 1750 ad opera di Johann Joseph Christian. 
La volta, cupolata, presenta affreschi che vennero realizzati verso il 1751 dal pittore Franz Joseph Spiegler. Gli elaboratissimi stucchi, fra i più begli esempi del rococò, come anche il mobilio e la ricchissima cancellata del presbiterio, sono opera di Johann Michael Feuchtmayer.

## Altre immagini

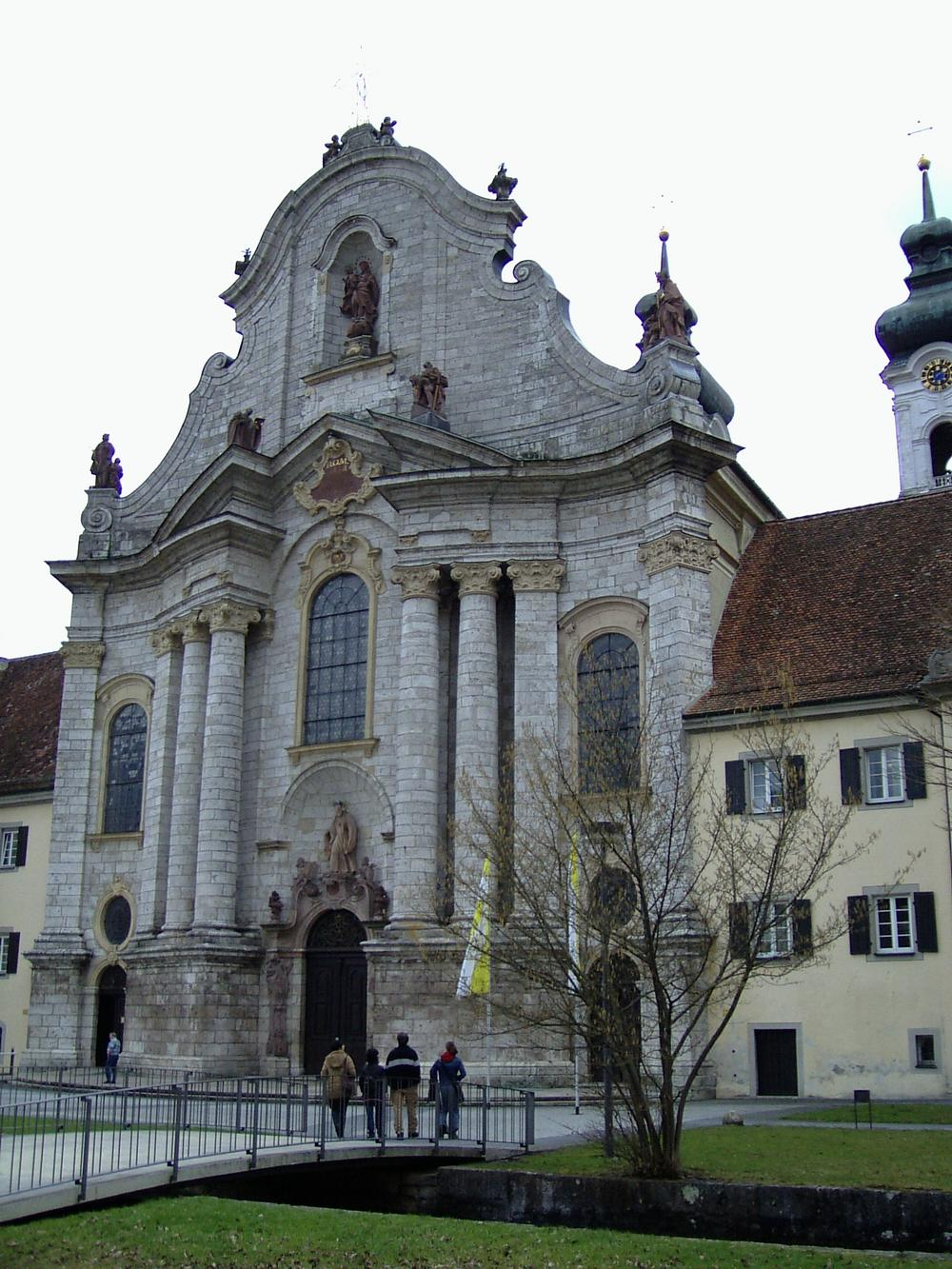
La facciata.
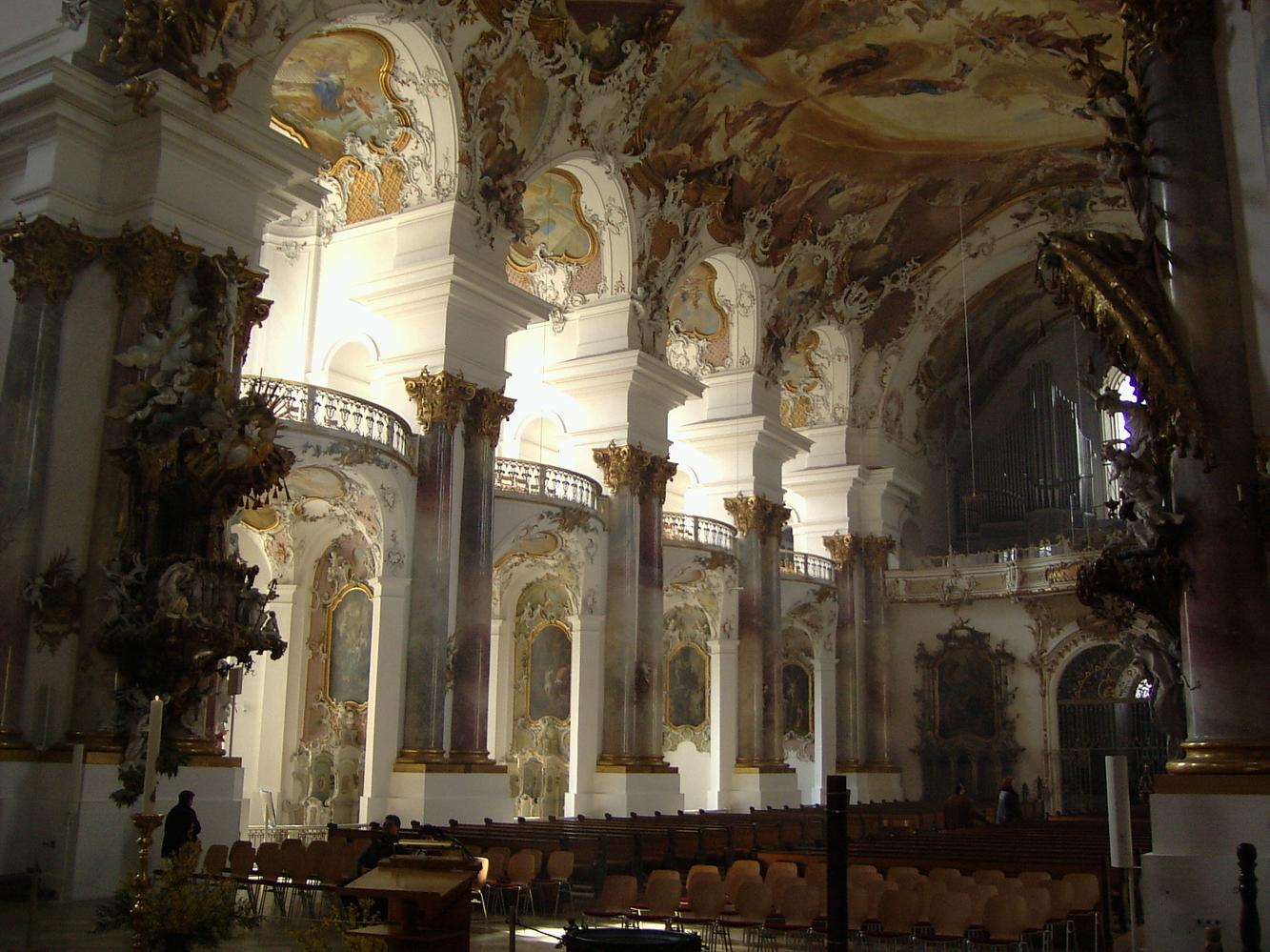
Le cappelle laterali.
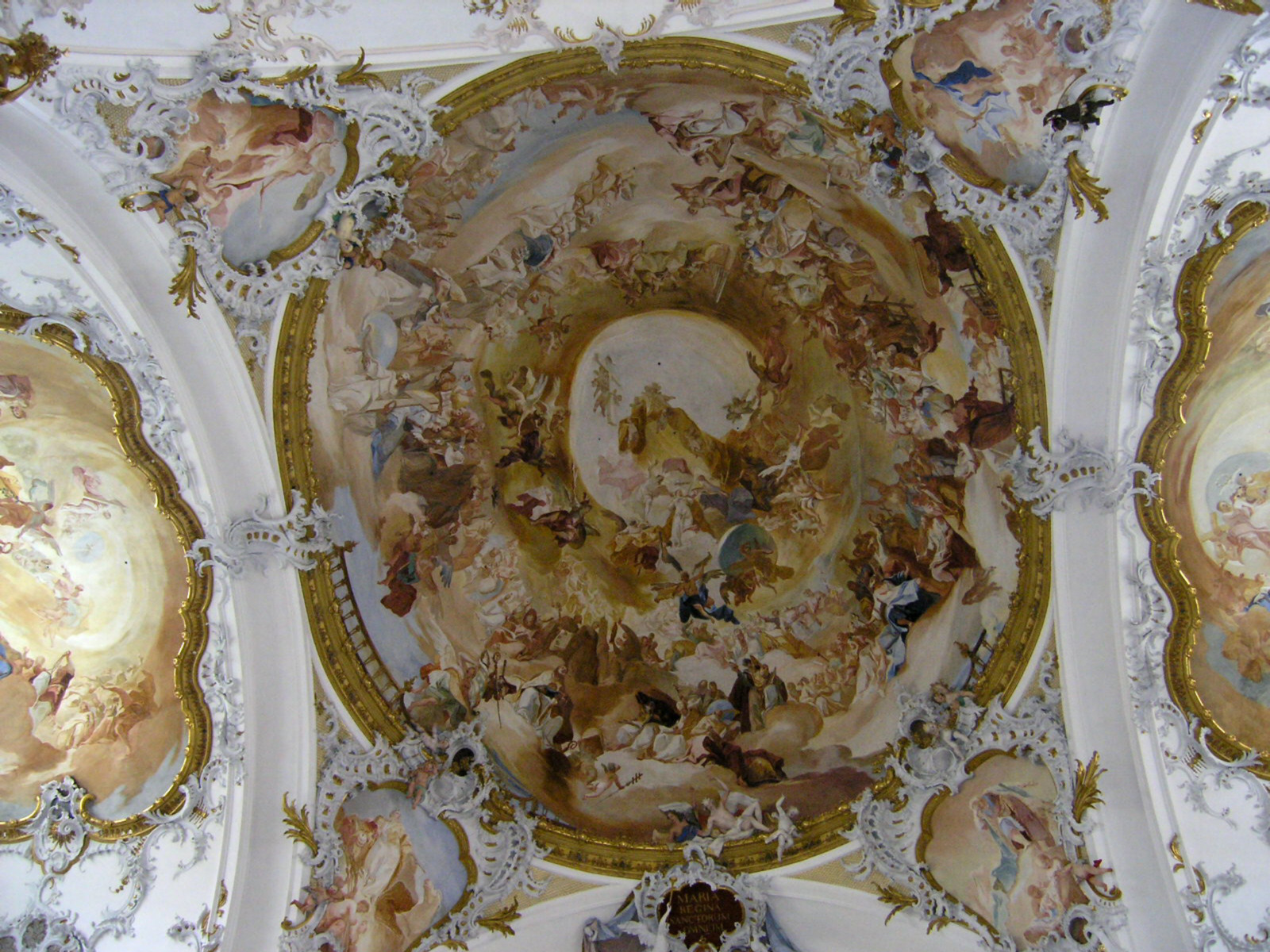
Particolare degli affreschi del soffitto.
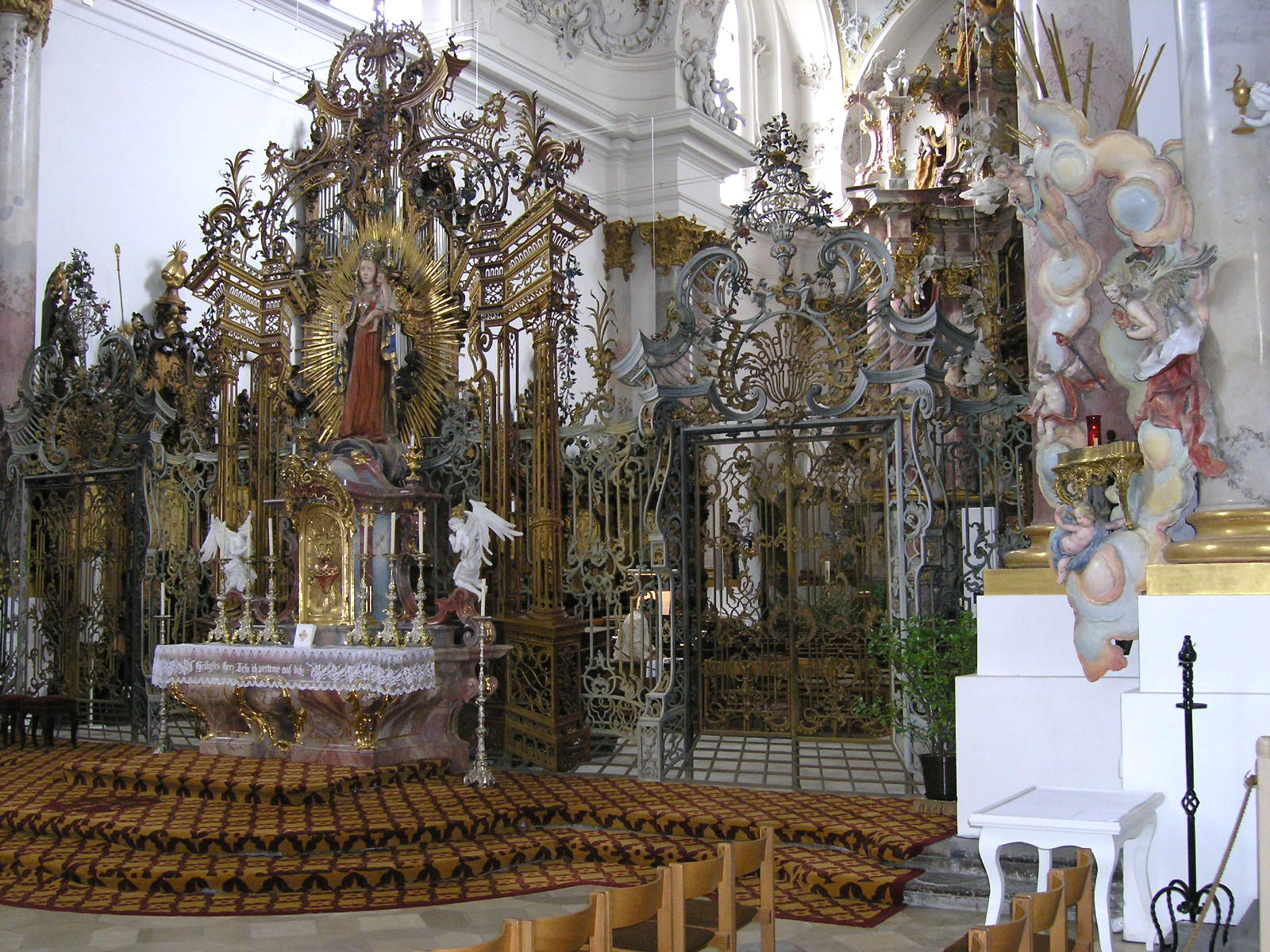
La cancellata del presbiterio.